# Andrés García (escultor)
Andrés García (c. mediados del siglo XIX) fue un escultor mexicano cuyo trabajo plástico refleja escenas cotidianas del México independiente. Usó como técnica el modelado de cera para sus estatuillas. 

## Obras

### En el Museo Soumaya
El Museo Soumaya de la Ciudad de México cuenta con cuatro piezas de Andrés García: Tortillera, Mendiga, Vendedora de carbón e India con chalupa (o La Mexicana). Esta última incluye la inscripción La Mexicana en el costado derecho de la chalupa; del lado izquierdo, está rotulado el año 1851, fecha de su elaboración. Por tal razón, se estima que todas estas piezas fueron creadas cerca de ese año.
El Museo Soumaya describe la labor de García como:

Imágenes sin rasgos políticos o sociales, pero con gran poder expresivo, invadieron obras artísticas. Una de las versiones más importantes y delicadas fueron, sin duda, las esculturas en cera que lograron un registro detallado de parte de la sociedad decimonónica mexicana. Uno de los ejemplos más notables lo tenemos en las piezas y los grupos escultóricos de tipos populares. Aquí están, como lotería de bulto, personajes entrañables de una época. Puestas en escena al natural, graciosas, esmeradas y elocuentes, este repertorio de estatuillas en cera se han atribuido al artífice nacional más famoso del género, Andrés García.
Museo Soumaya, 2005

### En el Museo de América

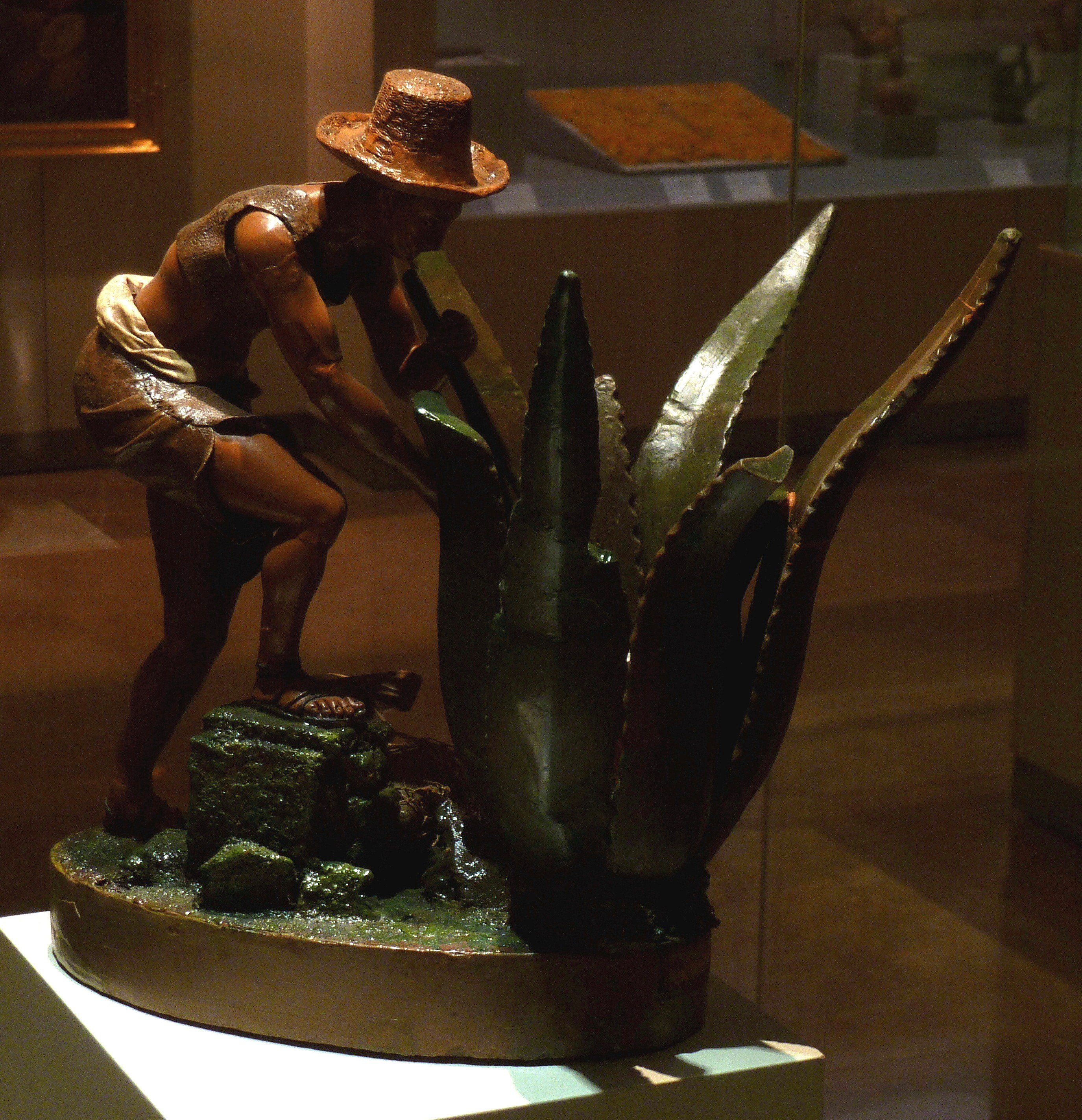
Tlachiquero extrayendo el jugo del maguey, figura de cera de Andrés García, primera mitad del. Museo de América, Madrid.

El Museo de América en Madrid, España, posee piezas como Tlachiquero. Esta obra consiste en una figura masculina de un indio tlachiquero inclinado sobre una penca de maguey, extrayendo el aguamiel para la elaboración de pulque.
Otra figura de cera en la colección del Museo de América es Hilandera: una figura femenina vestida con falda y huipil indígena; en su mano izquierda trae un malacate y un ovillo de hilo –objetos que identifican su oficio– y en la espalda carga con un niño gracias a una manta anudada sobre su pecho. Se estima que fue creada entre 1801 y 1850.
En Mujer con rebozo y traje de fiesta, el escultor mexicano se compone de diversos elementos que ilustran el mestizaje racial y cultural de la primera mitad del siglo XIX en México.

Tanto su falda bordada, con lentejuelas doradas formando motivos florales, que le cubre la enagua blanca que asoma los bordes enchilados, como la blusa blanca, el chaleco rojo y el rebozo listado terminado en rapacejos, destacan ya como algo propio y totalmente definido.
Europeana, consultado el 28 de septiembre de 2014